# California State University - Long Beach

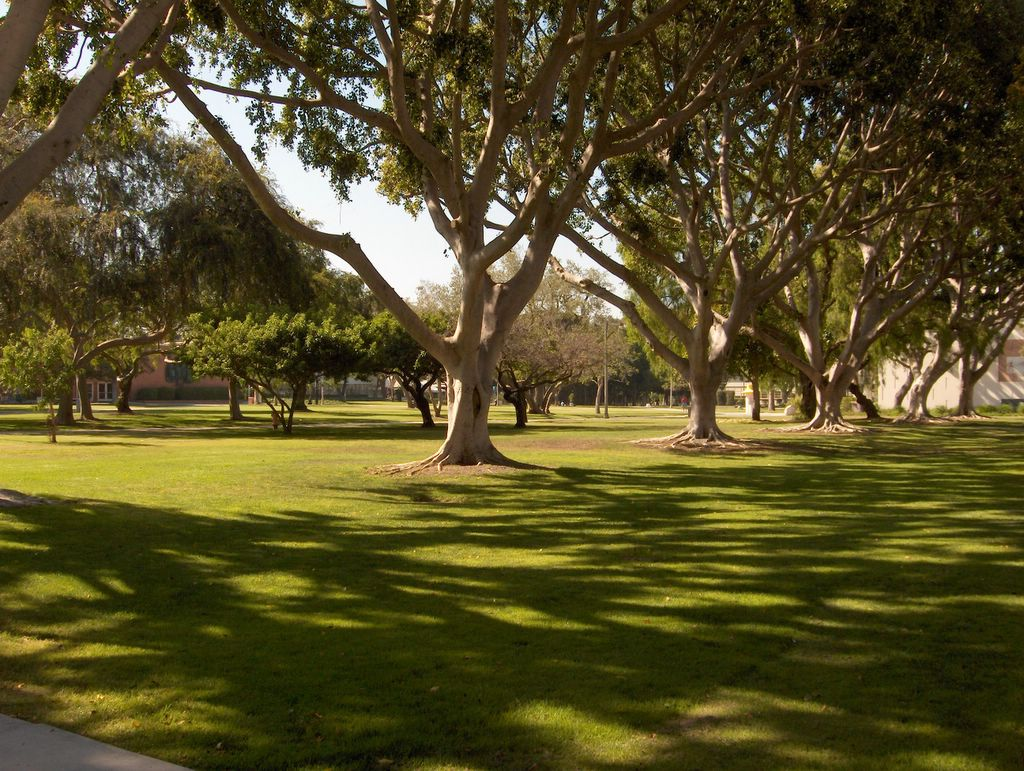
Bomen op de campus van de CSULB

De California State University - Long Beach (CSULB), vaak verkort tot Cal State Long Beach en bijgenaamd The Beach, is een Amerikaanse openbare universiteit in de Californische stad Long Beach in Los Angeles County. De universiteit maakt deel uit van het California State University-systeem, dat in totaal 23 campussen telt. Met bijna 35.000 studenten is Cal State Long Beach de op een na grootste universiteit in het systeem en de op twee na grootste universiteit van Californië.

## Geschiedenis
Het Los Angeles-Orange County State College werd in 1949 door Earl Warren, gouverneur van Californië, opgericht. Dat was nodig om de sterk groeiende bevolking van Los Angeles en Orange County na de Tweede Wereldoorlog van onderwijs te voorzien. Sindsdien is de school uitgegroeid tot een van de grootste instellingen in de staat.
Aanvankelijk bood het college 25 cursussen aan, die in twee flats in Long Beach door 13 stafleden gedoceerd werden. In juni 1950 stemden de burgers van Long Beach er overtuigend voor om een permamente campus van 130 ha aan te kopen. Het Long Beach State College, zoals het sinds 1950 heette, groeide snel op die nieuwe locatie. In 1960 waren er al meer dan tienduizend studenten ingeschreven; in 1966 twintigduizend. Het college veranderde zijn naam naar het California State College at Long Beach in 1964. De status als universiteit alsook de huidige naam kwamen er in 1972. In datzelfde jaar werd de campus uitgebreid met de grootste bibliotheek in het CSU-systeem, dat toen 19 campussen telde; een modern gebouw met zes verdiepingen waar zitplaats is voor bijna 4000 studenten.

## Campus
De campus van Cal State Long Beach ligt in het zuidoosten van Los Angeles County op minder dan een mijl afstand van de grens met Orange County. De universiteit bevindt zich bovendien op 4,8 km van de Stille Oceaan. De campus beslaat 131 ha, telt 84 gebouwen en heeft een eigen postcode (90840). Hij is gesitueerd tussen East 7th Street in het zuiden, East Atherton Street in het noorden, Bellflower Boulevard in het westen en Palo Verde Avenue in het oosten.
De architectuur is hoofdzakelijk in de Internationale Stijl. Veel moderne bouwwerken op de campus zijn ontworpen door architect Edward Killingsworth. Ook de meest recente toevoegingen aan de campus zijn in de karakteristieke glas-en-baksteenstijl opgetrokken. Bovendien is de architectuur erg minimalistisch, waardoor de nadruk vooral op het omliggende landschap komt te liggen. De parkachtige omgeving heeft de campus al meerdere design-prijzen opgeleverd, alsook prijzen van tuiniersverenigingen.
De Walter Pyramid is een van de meest prominente constructies. Het is een sportstadion dat plaats kan bieden aan 5000 bezoekers. De piramide opende officieel op 30 november 1994 als de Long Beach Pyramid. In 2005 kreeg het bouwwerk zijn huidige naam, als eerbetoon aan Mike en Arline Walter, die 2,1 miljoen Amerikaanse dollar aan Cal State Long Beach geschonken hadden.

## Onderwijs
De universiteit biedt in totaal 81 bachelordiploma's, 67 masterdiploma's en 16 onderwijscertificaten aan, alsook drie doctoraatsprogramma's. De kern van iedere opleiding bestaat uit de vrije kunsten en wetenschappen; die lessen moeten ertoe bijdragen dat de studenten vaardigheden ontwikkelen zoals schrijven en kritisch denken.

### Colleges
Cal State Long Beach is georganiseerd in acht academische colleges:
- College of the Arts
- College of Business Administration
- College of Education
- College of Engineering
- College of Health & Human Services
- College of Liberal Arts
- College of Natural Sciences and Mathematics
- College of Continuing & Professional Education

## Sport
Zoals gebruikelijk in Amerika faciliteert de universiteit naast onderwijs ook sport. De officiële naam van de sportteams van Cal State Long Beach is "Long Beach State 49ers", ter ere van het jaar dat de universiteit werd opgericht en van de goudzoekers uit de tijd van de Californische goldrush van honderd jaar daarvoor. De teams komen uit in de NCAA Division I, het hoogste niveau. Naast deelname aan sporten die onder de regelgeving van de NCAA vallen, komen de Long Beach State 49ers ook uit in talrijke andere sporten, zoals rugby, ijshockey, voetbal en skiën.

## Alumni
Enkele bekende alumni van de universiteit in Long Beach zijn:
- Leslie Adams, componist
- Richard Bach, schrijver
- Richard en Karen Carpenter, muziek- en zangduo
- John Dykstra, speciale effecten-specialist
- George Gervin, basketbalspeler
- Joe Johnston, regisseur
- Steve Martin, acteur en komiek
- Misty May, beachvolleybalspeelster
- Patricia McCormick, schoonspringster
- Bill Medley, zanger
- Mark O'Meara, golfprofessional
- Basil Poledouris, filmcomponist
- Dana Rohrabacher, politicus
- Steven Spielberg, regisseur
- Dwight Stones, hoogspringer
- Stan Winston, filmmaker